# Jarcha
Jarcha est un groupe de folk espagnol.chant contre la dictature de Franco 

## Histoire
Le groupe est formé en 1972 par Maribel Martín, Lola Bon, Antonio A. Ligero, Ángel Corpa, Crisanto Martín, Gabriel Travé et Rafael Castizo. Sa ligne musicale repose sur trois piliers fondamentaux : la recherche, le sauvetage et la diffusion de chansons traditionnelles, principalement d'Andalousie ; la création de ses propres chansons, la plupart du temps avec un large contenu social ; la musique d'une série de poèmes d'auteurs plus ou moins consacrés qui constituaient un bon canal d'expression, entre autres, des auteurs comme Miguel Hernández, Blas de Otero, Rafael Alberti, Federico García Lorca, Eduardo Álvarez Heyer, etc.
Pendant les années de la transition, sa musique reflétait les sentiments du peuple espagnol dans les années où il passait du franquisme à la démocratie. La chanson Libertad sin ira (R. Baladés/P. Herrero) y faisait référence et est devenue un « hymne » non officiel de ce moment historique,. Le groupe a été choisi comme le meilleur du pays par vote populaire en 1975 et 1976. En 1975, ils dédient également un opéra-rock intitulé Líder à José Antonio Primo de Rivera, fondateur de la Phalange espagnole,.
Il y a de nombreux membres qui, au fil des ans, ont contribué au bon travail du groupe, parmi eux des noms comme Juan J. Oña, Pepe Bulerias, Ines Romero, Toñi García, Rosa Mª Salas, Rosa Soler, Beachu G. Villate,  Pepe Roca et Martirio parmi d'autres. Dans les années 2010, le groupe se composait de Mª Isabel Martín, Paloma Olier, Jesús Bola, Á. Marchena, Tino Blanco, et Rafael Castizo. 

## Discographie
- 1974 : Nuestra Andalucía
- 1975 : Andalucía vive
- 1976 : Cadenas
- 1976 : Libertad sin ira
- 1977 : En el nombre de España paz
- 1978 : Por las pisadas
- 1980 : Folclore de Andalucía
- 1980 : Andalucía en pie
- 1981 : Grandes canciones (compilation double album)
- 1983 : Recital C. M. San Juan Evangelista (concerts sur Radio 3)
- 1984 : A la memoria de Federico García Lorca
- 1991 : Todo Jarcha (compilation)
- 1992 : Sentir el Sur
- 1994 : Imagen de Andalucía
- 1995 : Tierra que rozan dos mares
- 1996 : Lo Mejor de Jarcha
- 1997 : Libertad sin ira y otros éxitos
- 2003 : Sus 4 primeros discos en Zafiro (compilation)
- 2003 : A pasito seguro
- 2003 : Elegia
- 2003 : Himno de Andalucía
- 2008 : Jarcha en Vivo et Con Alma
- 2010 : El Rayo que no Cesa